# Northumberland Islands
Le Northumberland Islands sono un gruppo di isole continentali sparse al largo della costa centrale del Queensland, in Australia, a sud-est di Mackay. Appartengono alla Local government area della Regione di Isaac.
Le Northumberland Islands sono state nominate da James Cook durante il suo primo viaggio lungo la costa orientale dell'Australia nel 1770, in onore di Hugh Percy, I duca di Northumberland. Sia Cook che Matthew Flinders hanno annotato il gruppo di isole nei loro diari.

## Le isole
Le isole si trovano all'incirca tra le latitudini 21° e 22° S e sono ulteriormente suddivise in gruppi più piccoli: Bedwell Group, Beverley Group, Broad Sound Islands, Duke Islands, Flat Isles, Guardfish Cluster e Percy Group. Le isole maggiori di ciascun gruppo sono elencate di seguito, con le coordinate geografiche delle isole più grandi.

### Bedwell Group
Origine del nome: comandante E. P. Bedwell.
- Calliope Island
- Connor Islet
- Innes Island
- George Island
- Poynter Island 21°50′S 149°48′E

### Beverley Group
Origine del nome: sconosciuta.
- Beverlac Island
- Digby Island 21°29′54″S 149°54′44″E
- Double Island
- Henderson Island
- Hull Island
- Keelan Island
- Knight Island
- Minster Island
- Noel Island
- Prudhoe Island 21°19′05″S 149°41′03″E

### Broad Sound Islands
Origine del nome: situate all'ingresso del Broad Sound, una vasta baia così chiamata da Cook nel 1770 (broad in italiano significa "vasto").
- Long Island 22°10′S 149°53′E
- Quail Island 22°08′19″S 149°58′21″E
- Tern Island
- Wild Duck Island 22°00′14″S 149°51′44″E

### Duke Islands
Origine del nome: sconosciuta.
- Alnwick Island
- Bamborough Island
- Cheviot Island
- Hexham Island 22°01′06″S 150°22′08″E
- High Peak Island 21°57′20″S 150°41′20″E
- Hunter Island
- Marble Island 21°59′04″S 150°10′23″E
- Otterbourne Island
- Shields Island
- Steep Island
- Tweed Island
- Tynemouth Island

### Flat Isles
Origine del nome: così chiamate da Flinders nel 1802 per la loro scarsa altezza. Avoid Island, la più alta misura 33 m s.l.m.
- Aquila Island 21°58′56″S 149°34′12″E
- Avoid Island
- Flock Pigeon Island 22°07′31″S 149°34′47″E
- Red Clay Island

### Guardfish Cluster
Origine del nome: sconosciuta.
- Bluff Island
- Curlew Island 22°36′15″S 149°48′04″E
- Tinonee Peak Island

### Percy Isles
Origine del nome: chiamate da Flinders nel 1802 con il nome di famiglia dei Duchi di Northumberland.
- Hotspur Island
- Shrewsbury Rock
- Middle Percy Island 21°39′S 150°16′E
- North East Island
- Pine Islet
- Pine Peak Island
- South Percy Island 21°46′S 150°20′E
- Sphinx Island
- Walter Island